# MapleMaps
MapleMaps — український постґрандж-гурт з Києва.
Гурт заснований у 2021 році. Учасники фестивалів Rock Fight Sumy, RideOn Motoparty, Rock Battle UA, Grunge Fest Kyiv, Халепа Фест, переможці Royal Battle of the Bands 2023.
Склад гурту: Катя Попадюк (бас), Михайло Александров (гітара), Ірина Топорчук (вокал, гітара), Богдан Сломчинський (ударні)
У доробку гурту — 13 пісень (8 — україномовних, 5 — англомовних). Всього випущено 5 пісень: 2 сингли та один EP «Голий».
Гурт MapleMaps поєднує хаос та гармонію, мелодійність і драйв. Кожен трек MapleMaps — це оповідь, яка веде слухача через різноманітні емоційні ландшафти, від глибокої ностальгії до енергійного визволення. Завдяки своїй проникливості та емоційній щирості, MapleMaps вдалося завоювати серця аудиторії, що цінує музику з глибоким змістом і виразною атмосферою.